# دارين هير
دارين هير (بالإنجليزية: Darren Hare)‏ هو لاعب كرة قدم بريطاني، ولد في 2 أبريل 1967 في كانتربيري في المملكة المتحدة. لعب مع إبسفليت يونايتد ونادي غيلينغهام ونادي مارغيت.